# Барайчяй
Барайчяй — село у Литві, Расейняйський район, Расейняйське староство, знаходиться за 4 км від міста Расейняй, розташоване на річці Прабауда. Станом на 2001 рік у селі ніхто не проживав.

## Принагідно
- мапа із зазначенням місцерозташування[недоступне посилання з серпня 2019]

| Литва | Це незавершена стаття з географії Литви. Ви можете допомогти проєкту, виправивши або дописавши її. |